# Maria Cristina Messa
Maria Cristina Messa (Monza, 8 ottobre 1961) è un medico e politica italiana.
È professoressa ordinaria di diagnostica per immagini e radioterapia presso l'Università degli Studi di Milano-Bicocca, ateneo di cui è stata rettrice dal 2013 al 2019. È stata ministra dell'università e della ricerca nel governo Draghi (2021-2022).

## Biografia
Nata a Monza, è cresciuta a Milano in Via Leopardi. È sposata con Paolo, anch'egli medico. Si sono conosciuti al liceo. Ha due figli, Beatrice, la maggiore, e Giorgio, più giovane di cinque anni.
Laureata con lode in medicina e chirurgia (1986) con specialità in medicina nucleare (1989) presso l'Università degli Studi di Milano, ha svolto diversi periodi di studio negli Stati Uniti e in Inghilterra.
Dopo un'esperienza di ricerca presso il San Raffaele di Milano, diventa professoressa associata presso l'Università di Milano-Bicocca nel 2001 e ordinaria nel 2013. È stata direttrice dell'unità operativa complessa di medicina nucleare presso l'Ospedale San Gerardo di Monza (dal 2005 al 2012), del Centro di Bioimmagini Molecolari (ora parte della Fondazione Technomed) dell'Università di Milano-Bicocca, e direttrice del Dipartimento di Scienze della Salute dell'Università di Milano-Bicocca (2012-2013).
Dal 2013 al 2019 è stata rettrice dell'Università di Milano-Bicocca, prima donna di un ateneo milanese e quarta in Italia. Come membro della Giunta della Conferenza dei rettori delle università italiane (CRUI), ha avuto la delega alla ricerca. Come rettrice, è stata presidente della fondazione interuniversitaria U4I (dal 2017) e membro del Comitato di Coordinamento di Human Technopole. È stata Vicepresidente del CNR dal 2011 al 2015.
A livello europeo, dal 2013, è delegata italiana MIUR nel programma Horizon 2020.
Nel 2014 ha ricevuto il premio Premio Marisa Bellisario "Donne ad alta quota" nella sezione istituzioni.
I suoi interessi di ricerca sono: diagnostica per immagini e medicina nucleare, con applicazioni alle trasformazioni neurodegenerative e neoplastiche. Scopus le assegna 189 documenti, con 8 960 citazioni e un indice di Hirsch di 52. Compare nella Top 2% Scientists list dell'Università di Stanford per numero di pubblicazioni e citazioni, insieme a circa quattromila ricercatori basati in Italia sul totale dei 159684 elencati. 
Nel 2018 viene denunciata con un esposto da una docente che contro denunciava a sua volta per oltraggio a pubblico ufficiale insieme agli studenti del corso; il procedimento si conclude con l’archiviazione da parte della Procura di Milano.
Il 13 febbraio 2021 diventa Ministra dell'università e della ricerca nel governo Draghi, incarico che conclude il 22 ottobre 2022 con il giuramento del successivo Governo Meloni.
Il 5 ottobre 2023 viene nominata Cavaliere Grande Ufficiale dell'Ordine Equestre di Sant'Agata della Repubblica di San Marino.